# گمینا پاوووو
گمینا پاوووو (به لهستانی:  Gmina Pawłów) یک گمینا در لهستان است که در شهرستان ستاراخوویتسه واقع شده‌است. گمینا پاوووو ۱۳۷٫۳۹ کیلومتر مربع مساحت و ۱۵٬۰۶۴ نفر جمعیت دارد.